# Kriechende Winde
Die Kriechende Winde oder Blaue Mauritius (Convolvulus sabatius) ist eine Pflanzenart aus der Familie der Windengewächse (Convolvulaceae).

## Beschreibung
Die Kriechende Winde ist ein Zwergstrauch oder eine ausdauernde, krautige Pflanze, die Wuchshöhen von 10 bis 50 Zentimeter erreicht. Der Stängel ist liegend bis aufsteigend und nicht windend. Die Blätter sind alle ganz. Der Grund der Blattspreite ist schwach herzförmig und gestutzt bis keilig. Die Krone ist 15 bis 22 Millimeter lang und blau bis rosa.
Die Blütezeit reicht von Mai bis Oktober.

## Vorkommen
Die Kriechende Winde kommt ursprünglich in Italien und Nordwest-Afrika auf trockenen Kalkfelsen vor.

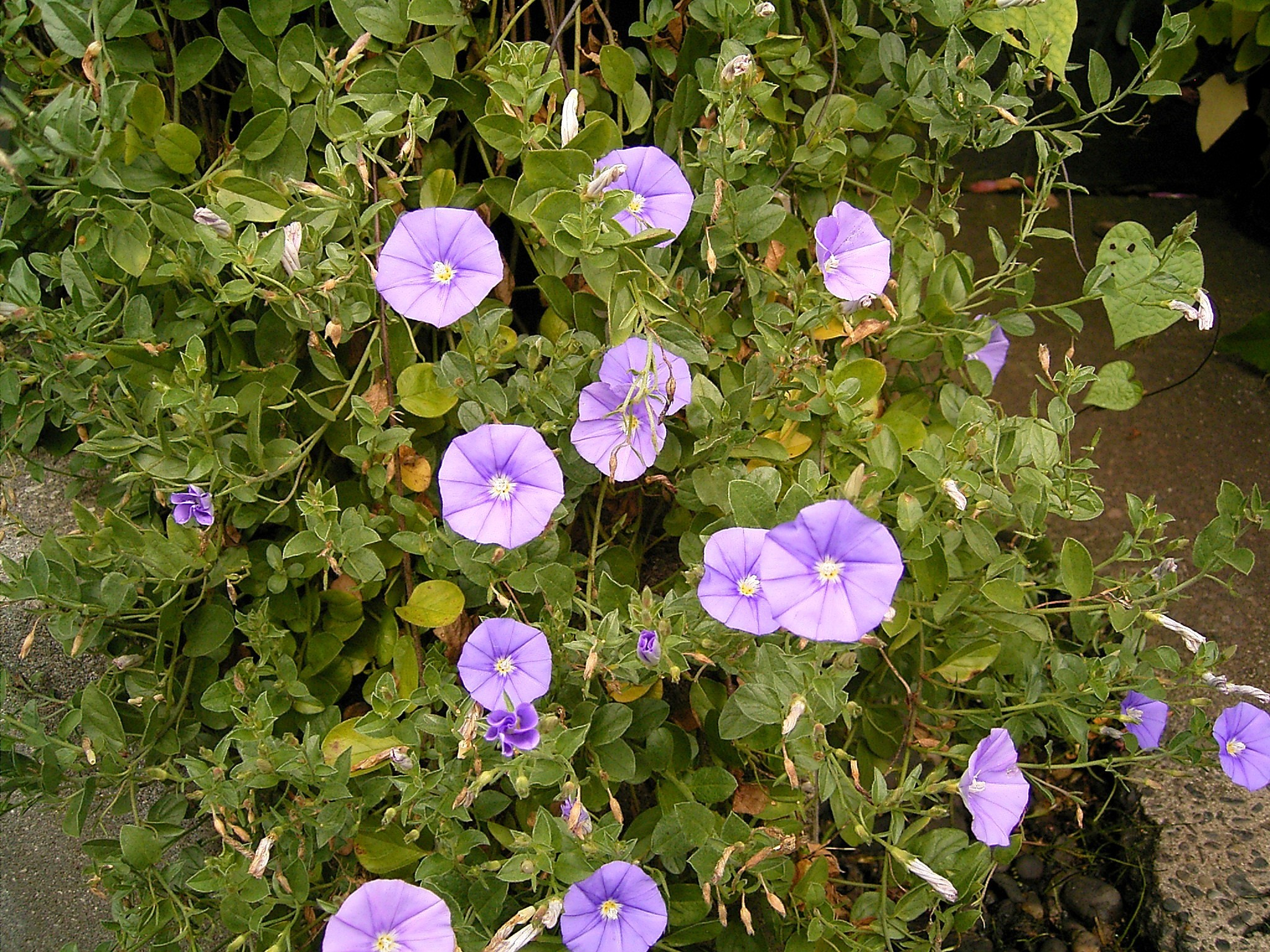
Convolvulus sabatius

## Systematik
Man kann folgende Unterarten unterscheiden:
- Convolvulus sabatius subsp. mauritanicus (Boiss.) Murb.: Die Heimat ist Algerien und Marokko.[1] In Sizilien, Griechenland und Neuseeland ist sie ein Neophyt.[1] Die Chromosomenzahl beträgt 2n = 40.[2]
- Convolvulus sabatius subsp. sabatius: Die Heimat ist das nordwestliche Italien.[1]

## Nutzung
Die Kriechende Winde wird selten als Zierpflanze für Steingärten, Alpinhäuser, Ampeln und Pflanzschalen genutzt. Sie ist seit ungefähr 1860 in Kultur.